# Cantón de Auvillar
El cantón de Auvillar era una división administrativa francesa, que estaba situada en el departamento de Tarn y Garona y la región de Mediodía-Pirineos.

## Composición
El cantón estaba formado por diez comunas:
- Auvillar
- Bardigues
- Donzac
- Dunes
- Le Pin
- Merles
- Saint-Cirice
- Saint-Loup
- Saint-Michel
- Sistels

## Supresión del cantón de Auvillar
En aplicación del Decreto nº 2014-273 de 27 de febrero de 2014, el cantón de Auvillar fue suprimido el 22 de marzo de 2015 y sus 10 comunas pasaron a formar parte del nuevo cantón de Garonne-Lomagne-Brulhois.